# Filmkulisse

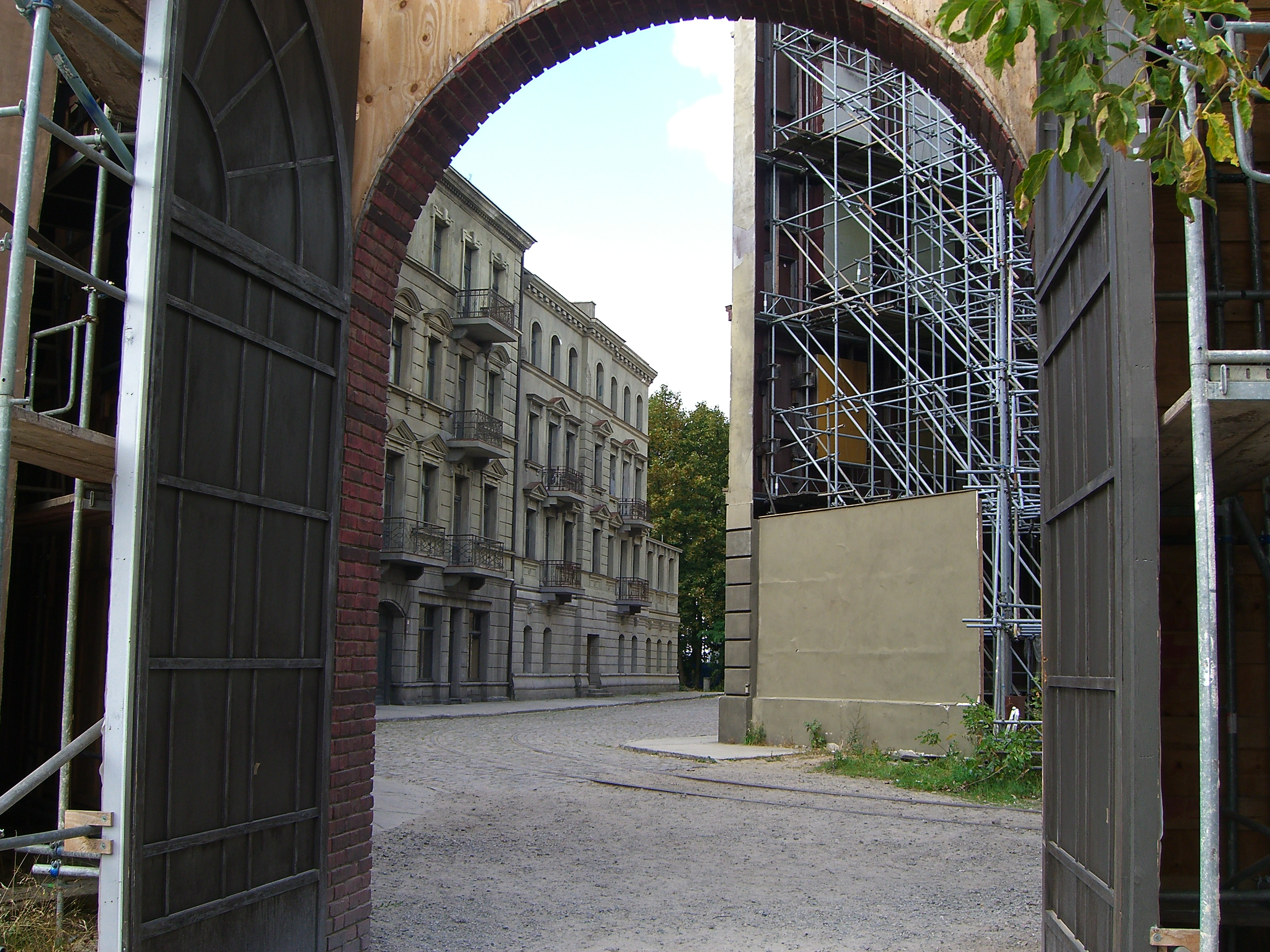
Die ehemalige Außenkulisse „Berliner Straße“ auf dem Gelände des Studios Babelsberg

Eine Filmkulisse ist der landschaftliche, bauliche oder innenarchitektonische Hintergrund von Szenen oder ganzen Filmen, zum Beispiel in Form eines Szenenbilds. Bei Außenaufnahmen – etwa vor einem Alpenpanorama oder vor den Schlössern an der Loire – wird die „Landschaft zur Kulisse erhoben, sie wird zu einem theatralen Raum transformiert“. Gleichermaßen kann das Innere von Gebäuden zur Filmkulisse avancieren.
Filmkulissen können sowohl draußen errichtet werden, also auf Freigeländen von Filmstudios oder in Kombination und zur Erweiterung von realen Drehorten, als auch innen, also als Bauten in Studiohallen − den so genannten Ateliers. Letzteres bietet diverse Vorteile, wie zum Beispiel unabhängige und konzentrierte Dreharbeiten ohne störende Schaulustige, Umweltgeräusche und Wettereinflüsse.
In der Frühzeit des Films bezeichnete die Filmkulisse einen gemalten Szenenhintergrund in Anlehnung an das Theater, wo das Wort „Kulisse“ (franz. coulisse) ursprünglich die bemalte Schiebewand bezeichnete. Auch als sich gebaute Filmsets durchgesetzt hatten, sind immer wieder Filme vor Kulissengemälden entstanden, etwa Das Cabinet des Dr. Caligari (1920) oder später zum Teil Barry Lyndon (1975). Daneben dienen Kulissen der grotesken Verfremdung, unterlaufen den Realismus des filmischen Bildes oder transformieren das Spiel auf eine theaterhafte Ebene, beispielsweise in Perceval le Gallois (1978) von Éric Rohmer oder Fellinis Schiff der Träume (1983).